# Eloria goyaz
Eloria goyaz är en fjärilsart som beskrevs av Collenette 1950. Eloria goyaz ingår i släktet Eloria och familjen tofsspinnare. Inga underarter finns listade i Catalogue of Life.